# Доска Дионисия
«Доска Дионисия. Антикварный роман-житие в десяти клеймах» — художественный детективный роман Алексея Смирнова фон Рауха, законченный им в 1976 году под псевдонимом Алексей Анненков и впервые опубликованный в 2024 году. Сюжет книги развивается вокруг драгоценной иконы Спаса XVI века, написанной известным русским иконописцем Дионисием. История иконы затрагивает криминальный чёрный рынок икон 70-х годов, времена Гражданской войны и русского средневековья.

## Сюжет
Кандидат искусствоведения Анна Петровна, защитившая диссертацию по работам иконописца Дионисия, узнаёт, что на московском чёрным иконном рынке появилась икона из Спасского монастыря в уездном городе на Волге. Общим местом в искусствоведческой среде было убеждение, что ценности из некогда богатого Спасского монастыря исчезли ещё во времена Гражданской войны, а сейчас он стоит заброшенным. Понимая опасность связи с криминальным миром, Анна Петровна отправляется на поиски следов драгоценной иконы.
Название книги имеет подзаголовок «Антикварный роман-житие в десяти клеймах». Вместо привычных читателям глав, автор называет части романа клеймами, в иконописи клеймом называется самостоятельная часть иконы со сценой, развивающей или поясняющей сюжет центральной композиции.

## Публикация
Роман писался с 1974 по 1976 годы и автор пытался его опубликовать, но получал отказы от издательств. Смирнов отправлял рукопись в издательство «Молодая гвардия» и получил письменный отказ от 5 августа 1977 года. В отказе, между тем, рецензент отмечает, что рукопись читается легко и увлекательно, но масштаб торговли на чёрном рынке иконами издательство считает преувеличенным, а «техника грабежей, жульнические поиски и опасные приёмы», по мнению издательства, вряд ли были бы полезны молодому читателю.
Впервые роман был издан только спустя 48 лет после написания, выйдя в московском издательстве Individuum в 2024 году. Разбирая архивы Алексея Глебовича вместе с дочерью писателя Надеждой Смирновой, коллекционер и исследователь творчества Алексея Смирнова фон Рауха Роман Добрынин предложил отправить роман в издательство Individuum. Обложка и макет книги для первого издания были разработаны дизайнером и художником Олегом Пащенко. Обложка стилизована под почерневшую иконную доску. Для титульной надписи была использована гарнитура Holgast работы Виктора Пушкарёва.
Презентация романа проходила 17 февраля 2024 года в библиотеке им. Н. А. Некрасова в рамках детективного фестиваля «След простыл» и сопровождалась однодневной выставкой графических и живописных произведений Алексея Смирнова. 28 сентября 2024 года «Доска Дионисия» стала одной из центральных тем обсуждения книжного фестиваля «Хрусть, доска», организованного издательством Individuum в доме творчества «Переделкино». В рамках фестиваля была проведена однодневная выставка работ художника.
Аудиоверсия книги была записана Евгением Ройзманом.

## Отзывы
Критик Игорь Гулин в статье для «Коммерсантъ Weekend» причисляет роман к «позднесоветской достоевщине» наряду с «Шатунами» Юрия Мамлеева и «Чего же ты хочешь?» Всеволода Кочетова, представляющими современный авторам СССР «как территорию, заселенную всевозможными монстрами, гадами, пожирающими друг друга и мечтающими о более крупной пище». По мнению критика, Смирнов собирался опубликовать роман, что в его тексте подтверждают пассажи о долге советского человека, классовой борьбе и бдительности правоохранительных органов, почтительно упомянуты культурные деятели вроде Анатолия Луначарского или Игоря Грабаря;  такую попытку публикации «советского антисоветского романа» Гулин называет чистейшим хулиганством и актом весёлого террора, который направлен против своих и чужих.
Полина Ланца в своём обзоре для газеты «Завтра» находит в романе элементы фантастической повести и плутовского романа. Обозреватель замечает, как Смирнов экспериментирует со стилем: «есть ничего не добавляющие сюжету пассажи, появляются некоторые заимствованные неправдоподобные элементы». По мнению автора обзора, главными лейтмотивами романа стали темы покаяния и оборотничества.
Обозреватель сетевого издания «Горький» Эдуард Лукоянов посчитал, что для верного понимания книги читателю необходимо знать обстоятельства жизни Алексея Смирнова фон Рауха, иначе читатель рискует сделать неверные поверхностные выводы от прочтения романа.

## Награды
Книга Смирнова вошла в шорт-лист премии «Сделано в России — 2024» в номинации «Текст».

## Издания
- Алексей Смирнов фон Раух. Доска Дионисия. — М.: Individuum, 2024. — 272 с. — 2000 экз. — ISBN 978-5-907696-30-3.